# Муса-хан
Муса-хан — емір Афганістану у 1879-80 роках.
Муса був сином еміра Мухаммеда Якуб-хана. Під час другої англо-афганської війни, коли його батько підписав у 1879 році Гандамакську угоду, то війська в Кабулі повстали й вирізали британську місію. Якуб-хан зрікся престолу, і новим еміром був проголошений хлопчик Муса, реальними правителями за якого були генерал Мухаммед-джан і мулла Мушк-і Алум, який оголосив джихад проти британців. Однак, невдовзі британці відбили Кабул і посадили на афганський престол нового еміра.